# 莘州街道
莘州街道，是中华人民共和国山東省聊城市莘县下辖的一个乡镇级行政单位。

## 行政区划
莘州街道下辖以下地区：
东街村、南街村、左庄村、虞路口村、李明杨村、林庄村、王炉村、汤庄村、位庄村、尹营村、康夏村、东段村、西段村、张洼村、小营村、前柳村、后柳村、刘庄村、双庙村、破楼村、前十村、后十里坞村、范庄村、蒋庄村、于屯村、吴宋村、牛庄村、东虞庄村、前李庄村和后李庄村。